# Централен военен клуб
Централният военен клуб е многофункционална сграда в центъра на София.
Разположен е на кръстовището на 2 основни пътя в София – бул. „Цар Освободител“ и ул. „Георги Раковски“. Той е сред културните „икони“ на София, в него се провеждат много събития като концерти, изложби, събрания, театрални постановки, церемонии.

## История
Строежът на клуба е започнал през 1895 г. на земя, закупена за 180 000 златни лева. Замислена и градена по проект на чешкия архитект Антонин Колар в стил неоренесанс, сградата е завършена цялостно от българския архитект Никола Лазаров през 1907 година.
През годините е носил имената Офицерски клуб, Военен клуб, Централен дом на войската, Централен дом на народната войска, Централен дом на народната армия (ЦДНА). ЦДНА се е използвало и като абревиатура за спортния клуб към Дома на армията, днес ЦСКА (София), и в частност футболното поделение.

## Архитектура
Сградата е представител на следосвобожденската архитектура.
Има 3 етажа, които са с разпределение, характерно за клубните сгради от края на XIX век. Централно място заема концертната зала, богато украсена с архитектурни елементи в стил барок.

## Дейност
Концертната зала в клуба има 450 седящи места. На нейната сцена са гастролирали прочути певци, артисти и музиканти: Фьодор Шаляпин, Христина Морфова, Николай Гяуров, Кръстьо Сарафов, Адриана Будевска и др.
Към Клуба работи Централна армейска библиотека с над 120 хил. тома.
В ателиетата му са работили майстори като Ярослав Вешин и Владимир Димитров - Майстора, а в салоните му са гостували със свои изложби Димитър Гюдженов, Борис Денев, Васил Стоилов.
Към военния клуб са се развивали спортните клубове Офицерски спортен клуб, Атлетик-Слава `23, ЦДВ, ЦСКА (София).
От 21 април до 12 май 2010 г. клубът е домакин на мача за световната титла по шахмат между световния шампион Вишванатан Ананд (Индия) и претендента Веселин Топалов.

## Галерия
- Изглед от кръстовището
- Друг ъгъл
- Нощна снимка
- Историческа снимка
- Историческа снимка
- Военният клуб в 1929 г.